# Stenorhopalus macer
Stenorhopalus macer är en skalbaggsart som först beskrevs av Newman 1840.  Stenorhopalus macer ingår i släktet Stenorhopalus och familjen långhorningar. Inga underarter finns listade i Catalogue of Life.